# Surfing na Letních olympijských hrách 2024
Surfing na Letních olympijských hrách 2024 v Paříži se v původním termínu měly konat od 27. do 31. července 2024 v Teahupo'o na tichomořském ostrově Tahiti. Kvůli povětrnostním podmínkám byly závody několikrát odloženy.

## Medailisté
| Soutěž      | Zlato                                            | Stříbro                                    | Bronz                            |
| ----------- | ------------------------------------------------ | ------------------------------------------ | -------------------------------- |
| soutěž mužů | Kauli Vaast · Francie (FRA)                      | Jack Robinson · Austrálie (AUS)            | Gabriel Medina · Brazílie (BRA)  |
| soutěž žen  | Caroline Marksová · Spojené státy americké (USA) | Tatiana Westonová-Webbová · Brazílie (BRA) | Johanne Defayová · Francie (FRA) |

## Přehled medailí
| Pořadí | Země                   | Zlato | Stříbro | Bronz | Celkově |
| ------ | ---------------------- | ----- | ------- | ----- | ------- |
| 1      | Francie                | 1     | 0       | 1     | 2       |
| 2      | Spojené státy americké | 1     | 0       | 0     | 1       |
| 3      | Brazílie               | 0     | 1       | 1     | 2       |
| 4      | Austrálie              | 0     | 1       | 0     | 1       |
| celkem | celkem                 | 2     | 2       | 2     | 6       |